# Rudatjärnen
Rudatjärnen är en sjö i Askersunds kommun i Närke och ingår i Motala ströms huvudavrinningsområde. Rudatjärnen ligger i Prinskullen Natura 2000-område. Sjöns area är 0,0035 kvadratkilometer och den befinner sig 90 meter över havet.